# Jeleśnia (village)
Pour les articles homonymes, voir Jeleśnia.
Jeleśnia est un village de la voïvodie de Silésie et du powiat de Żywiec. Il est le siège de la gmina de Jeleśnia et comptait 4 098 habitants en 2008.